# Gira de los Leones Británico-Irlandeses 1977
La Gira de los Leones Británicos e Irlandeses 1977 fue el 23 tour internacional de rugby de los europeos, que tuvo lugar en Nueva Zelanda desde el 18 de mayo al 16 de agosto de 1977.

## Plantel
El combinado estuvo integrado en su mayoría por los Dragones rojos que dominaban Europa en esa década, aportando su entrenador y 17 jugadores, además de 6 ingleses, 5 escoceses y 4 irlandeses.
|                        | Jugador          | Edad          | Posición      | Pruebas | Equipo                 |
| ---------------------- | ---------------- | ------------- | ------------- | ------- | ---------------------- |
| Hookers y Pilares      |                  |               |               |         |                        |
|                        |                  |               |               |         |                        |
|                        |                  |               |               |         |                        |
| 3                      | Graham Price     | 25 años       | Pilar         | 0       | Pontypool RFC          |
|                        |                  |               |               |         |                        |
| Segundas líneas        |                  |               |               |         |                        |
| 4                      | Bill Beaumont    | 25 años       | Segunda línea | 0       | Fylde Rugby Club       |
| 5                      | Gordon Brown     | 29 años       | Segunda línea | 5       | West of Scotland F.C.  |
|                        |                  | Segunda línea |               |         |                        |
| Alas y Octavos         |                  |               |               |         |                        |
|                        |                  |               |               |         |                        |
| Medios scrums          |                  |               |               |         |                        |
| 9                      | Dougie Morgan    | 30 años       | Medio scrum   | 0       | Stewart's Melville RFC |
|                        | Brynmor Williams | 25 años       | Medio scrum   | 0       | Cardiff RFC            |
| Aperturas y Centros    |                  |               |               |         |                        |
| 10                     | Phil Bennett     | 28 años       | Apertura      | 4       | Llanelli RFC           |
| 12                     | Steve Fenwick    | 26 años       | Centro        | 0       | Bridgend Ravens        |
|                        | Mike Gibson      | 34 años       | Centro        | 12      | Ulster Rugby           |
| 13                     | Ian McGeechan    | 30 años       | Centro        | 4       | Leeds Tykes            |
| Fullbacks y Wings      |                  |               |               |         |                        |
| 11                     | Gareth Evans     | 24 años       | Wing          | 0       | Newport RFC            |
| 15                     | Andy Irvine      | 25 años       | Fullback      | 2       | Heriot's Rugby Club    |
| 14                     | J. J. Williams   | 29 años       | Wing          | 4       | Llanelli RFC           |
| Entrenador: John Dawes |                  |               |               |         |                        |

Forwards
| - Terry Cobner - Fran Cotton | - Willie Duggan - Trefor Evans - Charlie Faulkner - Nigel Horton - Moss Keane | - Allan Martin - Tony Neary - Philip Orr - Derek Quinnell | - Jeff Squire - Peter Wheeler - Clive Williams - Bobby Windsor |

Backs
| - John Bevan - David Burcher - Bruce Hay | - Alun Lewis - Elgan Rees - Peter Squires |

## Historia
La última vez que neozelandeses y británico-irlandeses se habían enfrentado sucedió en la Gira de Nueva Zelanda 1971, en aquella ocasión triunfaron los Lions a duras penas. A su vez la última victoria de los All Blacks había ocurrido más de diez años antes en la Gira de Australia y Nueva Zelanda 1966.
La siguiente visita de los Lions sería seis años después, en la Gira de Nueva Zelanda 1983.

### Frente a Fiyi
Los Lions jugaron un partido despedida ante Fiyi, rival al que nunca habían enfrentado. Los fiyianos se mostraron muy complicados y decididos frente a unos leones suplentes, relajados y sorprendidos tras subestimar a su par, con cinco tries los oceánicos vencieron al honorable rival y este fue el único partido entre ambos en la historia.
| 16 de agosto de 1977 | Fiyi                                                                      | 25 – 21 | Lions                                                                    | Estadio Nacional, Suva                               |                                                      |
|                      | Tries: Narisia , Rauto Kaunikoro Racika Conversión: Rauto Drop: Tikoisuva |         | Tries: Bennett Beaumont Burcher Conversiones: (3) Bennett Penal: Bennett | Asistencia: 20.000 espectadores Árbitro(s): S. Koroi | Asistencia: 20.000 espectadores Árbitro(s): S. Koroi |

## Partidos de entrenamiento
Se realizaron la increíble cifra de 21 partidos de entrenamiento, los cuatro test–matches ante los All Blacks y uno ante los Flying Fijians.
| Fecha       | Rival                    | Resultado |        | Lugar                 | Espectadores | Ciudad   |
| ----------- | ------------------------ | --------- | ------ | --------------------- | ------------ | -------- |
| 18 de mayo  | Wairarapa Bush Rugby     | 13 – 41   | Leones | Memorial Park         | 10.000       |          |
| 21 de mayo  | Hawke's Bay Magpies      | 11 – 13   | Leones | McLean Park           | 20.000       |          |
| 25 de mayo  | Poverty Bay-East Coast   | 6 – 25    | Leones | Rugby Park            | ?            |          |
| 28 de mayo  | Taranaki Bulls           | 13 – 21   | Leones | Estadio Yarrow        | 25.000       |          |
| 1 de junio  | King Country-Wanganui    | 9 – 60    | Leones | Owen Delany Park      | 20.000       |          |
| 4 de junio  | Manawatu-Horowhenua      | 12 – 18   | Leones | Arena Manawatu        | 15.000       |          |
| 8 de junio  | Otago Razorbacks         | 7 – 12    | Leones | Carisbrook            | 28.000       |          |
| 11 de junio | Southland Stags          | 12 – 20   | Leones | Estadio Rugby Park    | 20.000       |          |
| 14 de junio | NZ Universitarios        | 21 – 9    | Leones | Lancaster Park        | 35.000       |          |
| 22 de junio | Uniones del Hanan Shield | 6 – 45    | Leones | Estadio Alpine Energy | 12.000       |          |
| 25 de junio | Canterbury               | 13 – 14   | Leones | Lancaster Park        | 38.000       |          |
| 29 de junio | West Coast-Buller        | 0 – 45    | Leones | Patterson Park        | 5.000        |          |
| 2 de julio  | Wellington Lions         | 6 – 13    | Leones | Athletic Park         | 36.000       |          |
| 5 de julio  | Tasman Mako              | 23 – 40   | Leones | Lansdowne Park        | 15.000       |          |
| 13 de julio | Māori All Blacks         | 19 – 22   | Leones | Eden Park             | 44.000       | Auckland |
| 16 de julio | Waikato Mooloos          | 13 – 18   | Leones | Estadio Waikato       | 20.000       | Hamilton |
| 20 de julio | All Blacks XV            | 9 – 19    | Leons  | Athletic Park         | 35.000       |          |
| 23 de julio | Auckland                 | 15 – 34   | Leones | Eden Park             | 40.000       |          |
| 3 de agosto | Counties-Thames Valley   | 10 – 35   | Leones | Estadio Growers       | 12.000       |          |
| 6 de agosto | Northland                | 7 – 18    | Leones | Okara Park            | 25.000       |          |
| 9 de agosto | Bay of Plenty Steamers   | 16 – 23   | Leones | Estadio Internacional | 30.000       |          |

## All Blacks
Entrenador: Jack Gleeson
Forwards
| - Bill Bush - Kevin Eveleigh - Andy Haden | - Brad Johnstone - Ian Kirkpatrick - Lawrie Knight - Kent Lambert | - John McEldowney - Graham Mourie - Tane Norton - Frank Oliver |

Backs
| - Grant Batty - Doug Bruce - Lyn Davis - Colin Farrell | - Brian Ford - Sid Going - Lyn Jaffray - Bill Osborne | - Bruce Robertson - Duncan Robertson - Mark Taylor - Bryan Williams |

## Pruebas
Primera fecha
| 18 de junio de 1977 | Nueva Zelanda                                         | 16 – 12 | Leones                     | Athletic Park, Wellington                               |                                                         |
|                     | Tries Going Johnstone Batty Conversiones Williams (2) |         | Penales (3) Bennett Irvine | Asistencia: 43.000 espectadores Árbitro(s): P. McDavitt | Asistencia: 43.000 espectadores Árbitro(s): P. McDavitt |

Segunda fecha
| 9 de julio de 1977 | Nueva Zelanda        | 9 – 13 | Leones                                 | Lancaster Park, Christchurch                         |                                                      |
|                    | Penales Williams (3) |        | Try J. J. Williams Penales (3) Bennett | Asistencia: 50.000 espectadores Árbitro(s): B. Duffy | Asistencia: 50.000 espectadores Árbitro(s): B. Duffy |

Tercera fecha
| 30 de julio de 1977 | Nueva Zelanda                                                                | 19 – 7 | Leones                  | Carisbrook, Dunedin                                   |                                                       |
|                     | Tries Kirkpatrick Haden Conversión: Wilson Penales Wilson (2) Drop Robertson |        | Try Duggan Penal Irvine | Asistencia: 34.000 espectadores Árbitro(s): D. Millar | Asistencia: 34.000 espectadores Árbitro(s): D. Millar |

Cuarta fecha
| 13 de agosto de 1977 | Nueva Zelanda                 | 10 – 9 | Leones                                    | Eden Park, Auckland                                   |                                                       |
|                      | Try Knight Penales Wilson (2) |        | Try Morgan Conversión Morgan Penal Morgan | Asistencia: 58.000 espectadores Árbitro(s): D. Millar | Asistencia: 58.000 espectadores Árbitro(s): D. Millar |